# Melany Villeda
Melany Aylin Villeda Medina (Ciudad de México, 25 de octubre del 2001) es una futbolista mexicana que juega como portera para el Club Universidad Nacional. Debutó en el fútbol profesional a los 17 años en un partido de Universidad Nacional vs Monarcas Morelia, el sábado 10 de marzo de 2018.

## Trayectoria

### Liga MX Femenil
Melany Villeda lleva el dorsal número 24 y acumula en el Apertura 2018 9 juegos jugados, los mismos que tiene como titular lo que suma un total de 810 minutos jugados. Además ya ha sido elegida como parte del 11 ideal de la Liga MX Femenil gracias a sus actuaciones debajo de los tres palos.
La cancerbera de Universidad Nacional ha declarado que le gustaría seguir creciendo en Pumas y de ahí seguir al fútbol extranjero probablemente España o algún club europeo.

### Selección nacional
Melany forma parte del conjunto nacional que representa a México en el Mundial Sub-17 2018 en Uruguay en donde la selección ha empatado su primer juego con Sudáfrica, derrotado a Brasil 1-0 y consiguió igualar contra Japón para llegar a los cuartos de final vs Ghana.
| Mundial                                        | Sede    | Resultado                       | Partidos | Goles |
| ---------------------------------------------- | ------- | ------------------------------- | -------- | ----- |
| Copa Mundial Femenina de Fútbol Sub-17 de 2018 | Uruguay | Primera fase; Octavos de final; | 0        | 0     |